# Biblioteca Billiken
Biblioteca Billiken fue una colección de libros editada en Argentina desde 1929 hasta 1999, por la Editorial Atlántida de Buenos Aires, que se basó en traducciones y adaptaciones de clásicos de la literatura universal dirigidas a un público juvenil y adolescente.
Cora Bosch, Carlos Coldaroli y Ángela Simonini de Fuentes fueron tres de sus principales adaptadores, y Aniano Lisa, el ilustrador de la mayoría de las obras. Aunque ya no se editan más en este formato, sus publicaciones siguen vendiéndose en Argentina y otros países a través de librerías y publicaciones en internet.
En los años 1999 y 2000, la editorial Atlántida rescata el nombre de la «Biblioteca Billiken» para editar con el apoyo de la compañía española Telefónica, libros de diversas temáticas, ajenas al formato literario conocido, sobre ciencia, historia, tecnología y otras áreas en dos colecciones de 40 tomos cada una, cuyas entregas acompañaron a la edición semanal de la revista Billiken durante los ciclos escolares de ambos períodos.

## Historia
Primera edición hecha en 1960 hasta finales de la década de 1970, la Biblioteca Billiken se dividió en tres colecciones:
-	Colección Azul, “Temas de América”, (Obras, Hechos y Hombres de América)
-	Colección Roja, “Las Grandes Obras de la Literatura Universal” (Reducciones y adaptaciones de obras maestras de la Literatura Universal)
-	Colección Verde, “Biografías” (Vidas famosas, sea por su ejemplaridad, por su especial significación en la historia o por el interés épico o novelesco de sus peripecias)

## Títulos de la Colección Azul
1.	El Abuelo Inmortal de Arturo Capdevila
2.	Martín Fierro de José Hernández
3.	Fausto de Estanislao del Campo
4.	El Último Mohicano de Fenimore Cooper
5.	Washington de Nicolás Siri
6.	Remeditos de Escalada de Arturo Capdevila
7.	Aventuras de Huck Finn de Mark Twain
8.	Aventuras de Tom Sawyer de Mark Twain
9.	Narraciones Extraordinarias de Edgar Allan Poe
11.	La Conquista del Perú de Guillermo Prescott
13.	Los Incas del Inca Garcilaso de la Vega
14.	El Rastreador de Larrán de Vere
19.	El Niño Poeta de Arturo Capdevila
21.	Lincoln de Lauro Palma
22.	San Martín de Larrán de Vere
23.	Simón Bolívar de Larrán de Vere
28.	Miranda de Lauro Palma
29.	Belgrano de Lauro Palma
30.	Sarmiento de Larrán de Vere
31.	La Infanta Mendocina de Arturo Capdevila
32.	Santa Rosa de Lima de Luis de Cádiz
33.	Juvenilia de Miguel Cané
34.	Héroes del Trabajo en la Argentina de Larrán de Vere
35.	Mariano Moreno de Larrán de Vere
36.	José Martí de Clemente Cimorra
37.	Rivadavia de Larrán de Vere
38.	Güemes de Larrán de Vere
39.	Edison de Ignacio Covarrubias
41.	Los Granaderos de la Libertad de Gabriel Fagnilli Fuentes
42.	El Regimiento Inmortal de Gabriel Fagnilli Fuentes
43.	Una Excursión a los Indios Ranqueles de Lucio Mansilla
44.	Titanes del Trabajo de Larrán de Vere
45.	Cancionero del Libertador de Arturo Capdevila
46.	Mitre de Larrán de Vera
47.	Urquiza de Larrán de Vera
48.	María de Jorge Isaacs
49.	Amalia de José Mármol
50.	Tom Sawyer en el Extranjero de Mark Twain
51.	Un yanqui en la Corte del Rey Arturo de Mark Twain
52.	Recuerdos de Provincia de Domingo Faustino Sarmiento
53.	Historia de la Bandera Nacional de Gabriel Fagnilli Fuentes
54.	Historia del Himno Nacional de Gabriel Fagnilli Fuentes
Otros números:
-	Los Pieles Rojas de Mariano Perla
-	Liniers de Larran de Vere
-	Tom Sawyer Detective de Mark Twain

## Títulos de la Colección Roja
1.	La Ilíada de Homero
2.	La Odisea de Homero
3.	El Ramayana de Valmiki
4.	La Eneida de Virgilio
5.	Poema del Mío Cid (Anónimo)
6.	La Canción de Roldán (Anónimo)
7.	La Divina Comedia de Dante Alighieri
8.	Don Quijote de Cervantes Saavedra
9.	La Araucana de Alonso de Ercilia
15.	El Anillo de los Nibelungos de Richard Wagner
19.	Ivanhoe de Walter Scott
20.	El Jinete sin Cabeza de Maine Red
22.	Oliver Twist de Charles Dickens
23.	Viajes de Gulliver de Jonatan Swift
25.	La Cabaña del Tío Tom de Harriet Becher Stowe
26.	Amadís de Gauda (Anónimo)
27.	350 Poesías para Niños de Autores Diversos
29.	Cuentos de Oscar Wilde 
30.	Simbad el Marino (Anónimo)
34.	Fábulas de Iriarte 
35.	Robinson Crusoe de Daniel Defoe
36.	La Isla del Tesoro de Robert Louis Stevenson
37.	Mujercitas de Louisa May Alcott
38.	Hombrecitos de Louisa May Alcott
39.	Colmillo Blanco de Jack London
41.	Heidi de Juana Spiry
42.	El Llamado de la Selva de Jack London
43.	Corazón de Edmundo De Amicis
44.	El Príncipe y el Mendigo de Mark Twain
45.	David Copperfield de Charles Dickens
46.	La Hija de Cariles de Miguita
47.	Buffalo Bill de William Cody
48.	Alicia en el País de las Maravillas de Lewis Carroll
49.	Las Mujercitas se casan de Louisa May Alcott
50.	Los Hombrecitos de Jo de Louisa May Alcott
51.	El Mundo Maravilloso de la Música de Kurt Pahlen
52.	Una chica a la antigua de Louisa May Alcott
53.	Papaíto Piernas Largas de Jean Webster
54.	Alicia Tras el Espejo de Lewis Carroll
55.	Moby Dick de Hermán Melville
56.	Jayne Eyre de Charlotte Bronte
57.	Ocho Primos de Louisa May Alcott
58.	Aventuras de Sherlock Holmes de Arthur Conan Doyle
59.	Un Capitán de Quince Años de Julio Verne
60.	Las Mil y Una Noches (Anónimo)
61.	20.000 Leguas de Viaje Submarino de Julio Verne
62.	Las Aventuras de Robin Hood (Anónimo)
63.	Bajo las lilas de Louisa May Alcott
64.	Nuevas Aventuras de Robinson Crusoe de Daniel Defoe
65.	Mi Querido Enemigo de Jean Webster
66.	Rosa en Flor de Louisa May Alcott
67.	Jerry de las Islas de Jack London
68.	Azabache de Anna Sewell
69.	Jack y Jill de Louisa May Alcott
70.	El Tigre de la Malasia de Emilio Salgari
71.	Sandokán de Emilio Salgari
72.	Violeta de Whitfield Cook
73.	Miguel Strogoff de Julio Verne
74.	La Vuelta al Mundo en Ochenta Días de Julio Verne
75.	La Reina de los Caribes de Emilio Salgari
76.	El Corsario Negro de Emilio Salgari
77.	Dos Años de Vacaciones de Julio Verne
78.	Los Hijos del Capitán Grant de Julio Verne
79.	Fabiola de Nicolás Wiseman
80.	Cinco semanas en globo de Julio Verne
Otros números:
-	El Tonelero de Nuremberg de Ernst Hoffmann
-	Cuentos de Tolstói de León Tolstói
-	El Conde Lucanor del Infante Don Juan Manuel
-	Tres Obras de Lope Vega (de Lope de Vega)
-	Tres Obras de Calderón de La Barca (de Manuel Calderón de la Barca)
-	Tres Obras de Shakespeare
-	Taras Bulba de Nicolás Gogol
-	La Piel de Onagro de Honore de Balzac

## Títulos de la Colección Verde
1.	Grandes Músicos de Lauro Palma
2.	Grandes Pintores de Celso Cruz
3.	Grandes Inventores de Celso Cruz
4.	Grandes Poetas de Serrano Piaja
5.	Infancia de Grandes Hombres de Eduardo Carrió
6.	Héroes de la Ciencia de Celso Cruz
7.	Madres de Grandes Hombres de Eduardo Carrió
9.	Santa Teresa de Lauro Palma
10.	Santa Teresia del Niño Jesús de Monseñor Solari
11.	San Francisco de Asís de Larrán Vera
12.	San Ignacio de Loyola de José Barbanza
13.	Los Reyes Católicos de Angustias García Usón
14.	Grandes Figuras de Grecia (Según Plutarco) de Serrano Piaja
15.	Grandes Figuras de Roma (Según Plutarco) de Serrano Piaja
16.	Viajes de Marco Polo de Marco Polo (Adaptación de Juan Caramiñas)
18.	Cristóbal Colón de Lauro Palma
19.	Cabeza de Vaca de Clemente Cimorra
20.	Hernán Cortés de Carmen Pomés
21.	Magallanes de Lauro Palma
22.	Livingstone de Lauro Palma
23.	Juana de Arco de José Barbanza
24.	María Curie de Jaime Espinar
25.	Pasteur de Celso Cruz
27.	Carlos V de Edmundo Bianchi
28.	Napoleón de Angustias García Usón
29.	Cromwell de Mariano Perla
31.	Carlomagno de Angustias Garcés
32.	Pedro el Grande de Díaz Alejo
36.	Grandes Sabios de Luis de Cádiz
37.	Héroes del Trabajo de Lauro Palma
38.	Alejandro Magno de Ricardo Carbajal
39.	Johan Strauss de Kurt Pahlen
40.	Verdi de Kurt Pahlen
41.	Miguel Ángel de Díaz Bustamante
Otros números:
-	Los Héroes del África Misteriosa

## Nueva Numeración
A fines de la década de 1970, la Biblioteca Billiken sufrió una importante reestructuración, que significó la numeración de todas las colecciones en una sola nómina de títulos, una reducción de los mismos, principalmente los libros de contenido biográfico, al punto que la Colección Verde quedó reducida a un solo título (Las Aventuras de Marco Polo), y la Azul a más de la mitad, la Roja, en cambio, mantuvo la gran mayoría de sus obras (excepto El Ramayana, El Anillo del Nibelungo, Ivanhoe, El Jinete sin Cabeza, Amadís de Gauda y La Hija de Cariles), al mismo tiempo que se incorporaron una gran cantidad de nuevos títulos, como las de la saga de Sissí, principalmente.
"Las novelas más famosas para niños y jóvenes obras maestras de la Literatura Universal", según la presentación de la colección
-	El Último Mohicano de Fenimore Cooper
-	Aventuras de Huck Finn de Mark Twain
-	Aventuras de Tom Sawyer de Mark Twain
-	Juvenilia de Miguel Cané
-	María de Jorge Isaacs
-	Amalia de José Mármol
-	Tom Sawyer en el Extranjero de Mark Twain
-	Un yanqui en la Corte del Rey Arturo de Mark Twain
-	Oliver Twist de Charles Dickens
-	Viajes de Gulliver de Jonatan Swift
-	La Cabaña del Tío Tom de Harriet Becher Stowe
-	Viajes de Simbad (Anónimo)
-	Robinson Crusoe de Daniel Defoe
-	La Isla del Tesoro de Robert Louis Stevenson
-	Mujercitas de Louisa May Alcott
-	Hombrecitos de Louisa May Alcott
-	Colmillo Blanco de Jack London
-	Heidi de Juana Spiry
-	El Llamado de la Selva de Jack London
-	Corazón de Edmundo De Amicis
-	El Príncipe y el Mendigo de Mark Twain
-	David Copperfield de Charles Dickens
-	Buffalo Bill de William Cody
-	Alicia en el País de las Maravillas de Lewis Carroll
-	Las Mujercitas se casan de Louisa May Alcott
-	Los Hombrecitos de Jo de Louisa May Alcott
-	El Mundo Maravilloso de la Música de Kurt Pahlen
-	Una chica a la antigua de Louisa May Alcott
-	Papaíto Piernas Largas de Jean Webster
-	Alicia Tras el Espejo de Lewis Carroll
-	Moby Dick de Hermán Melville
-	Jayne Eyre de Charlotte Bronte
-	Ocho Primos de Louisa May Alcott
-	Aventuras de Sherlock Holmes de Arthur Conan Doyle
-	Un Capitán de Quince Años de Julio Verne
-	Las Mil y Una Noches (Anónimo)
-	20.000 Leguas de Viaje Submarino de Julio Verne
-	Las Aventuras de Robin Hood (Anónimo)
-	Bajo las lilas de Louisa May Alcott
-	Nuevas Aventuras de Robinson Crusoe de Daniel Defoe
-	Mi Querido Enemigo de Jean Webster
-	Rosa en Flor de Louisa May Alcott
-	Jerry de las Islas de Jack London
-	Azabache de Anna Sewell
-	Jack y Jill de Louisa May Alcott
-	El Tigre de la Malasia de Emilio Salgari
-	Sandokán de Emilio Salgari
-	Violeta de Whitfield Cook
-	Tom Sawyer Detective de Mark Twain
-	Miguel Strogoff de Julio Verne
-	La Vuelta al Mundo en Ochenta Días de Julio Verne
-	La Reina de los Caribes de Emilio Salgari
-	El Corsario Negro de Emilio Salgari
-	Dos Años de Vacaciones de Julio Verne
-	Los Hijos del Capitán Grant de Julio Verne
-	Fabiola de Nicolás Wiseman
-	Cinco semanas en globo de Julio Verne
-	De la Tierra a la Luna de Julio Verne
-	El Conde de Montecristo de Alejandro Dumas
-	Los Dos Tigres de Emilio Salgari
-	Viaje al Centro de la Tierra de Julio Verne
-	La Isla Misteriosa de Julio Verne
-	Sissi Pequeña Reina de Suzanne Pairault
-	Sissi y el Fugitivo de Suzanne Pairault
-	Sissi Joven de Odette Ferry
-	Sissi Emperatriz de Odette Ferry
-	Sissi frente a su destino de Odette Ferry
-	Viajes de Marco Polo de Marco Polo (Adaptación de Juan Caramiñas)
-	Martín Fierro de José Hernández
-	Fausto de Estanislao del Campo
-	Narraciones Extraordinarias de Edgar Allan Poe
-	Una Excursión a los Indios Ranqueles de Lucio Mansilla
-	La Ilíada de Homero
-	La Odisea de Homero
-	La Eneida de Virgilio
-	El Poema del Cid (Anónimo)
-	La Canción de Roldán (Anónimo)
-	La Divina Comedia de Dante Alighieri
-	Don Quijote de la Mancha de Cervantes Saavedra
-	La Araucana de Alonso de Ercilia
-	350 Poesías para Niños de Autores Diversos
-	Cuentos de Oscar Wilde
-	Fábulas de Iriarte de Tomás de Iriarte
-	Fábulas de Esopo
-	Fábulas de Samaniego de Félix de Samaniego
-	Recuerdos de Provincia de Domingo Faustino Sarmiento
-	Leyendas Argentinas de León Benarós
-	Historia de la Bandera Nacional de Gabriel Fagnilli Fuentes
-	Historia del Himno Nacional de Gabriel Fagnilli Fuentes
-	Escuela de Robinsones de Julio Verne
-	Annie de Thomas Meechan
-	Sissí en Venecia de Thierry Seechan
-	La Estrella del Sur de Julio Verne
-	Las Minas del Rey Salomón de Henry Haggard
-	Sissí en la Isla Madera de Evelyne Lallemand
-	Historias de Dos Ciudades de Charles Dickens
-	El País del Oro de Jack London
-	Sissí Princesa Enmascarada de Evelyne Lallemand
-	Orgullo y Prejuicio de Jane Austen
-	El Viaje Increíble de Sheila Burnford
-	Capitanes Intrépidos de Rudyard Kipling
-	El Pequeño Lord de Hodgson Burnett
-	El Jardín Secreto de Hodgson Burnett
-	Los Viajes del Capitán Cook de Dorothy y Thomas Hoobler
-	El Libro de la Selva de Rudyard Kipling
-	La Pequeña Princesa de Hodgson Burnett